# Сибирцев, Иустин Михайлович
Иустин Михайлович Сибирцев (9 июня 1853 — 6 ноября 1932) — русский историк, археограф, палеограф, музейный работник, член-корреспондент АН СССР (1928).

## Биография
Родился в семье педагога-естествоведа и священнослужителя Михаила Сибирцева, друга Иоанна Кронштадтского.
В 1872 году окончил Архангельскую семинарию.
Иустин окончил историческое отделение Санкт-Петербургской духовной академии (1877), что обеспечило ему доступ к архивам русской церкви. Преподавал латинский, греческий и немецкий языки в Архангельской духовной семинарии, историю — в женском епархиальном училище.
Один из учредителей Архангельского церковно-археологического комитета (1887—1895), а также музея древнерусского искусства (древлехранилища), которым заведовал до 1920. Был председателем Архангельского церковно-археологического комитета (1895—1920), редактировал журнал «Архангельские епархиальные ведомости» (1894—1899, 1904—1912).
Занимался изучением материалов по истории Архангельского края XV—XVIII вв. Имя Иустина Сибирцева прославилось в 1909 году, после публикации двинских грамот XV века (совместно с академиком А. А. Шахматовым), а также «Актов Лодомской церкви…» XVI—XVIII веков.
В 1929 г. ходатайствовал об отмене сноса архитектурного памятника XVIII века — Свято-Троицкого кафедрального собора в Архангельске.
После ликвидации церковно-археологического комитета в 1921 г. Сибирцев был принят сотрудником Дома книги имени М. В. Ломоносова по отделу рукописных и старопечатных книг, а вскоре назначен хранителем музея древнерусского искусства и быта. Уже в июле 1925 г. он написал заявление об освобождении от должности «по преклонности лет, ослаблению зрения и другим неблагоприятным обстоятельствам».
14 января 1928 году его избрали членом-корреспондентом Академии наук СССР. Стал первым архангельским учёным, удостоенным этого высокого звания.
Бывший инспектор народных училищ бывшей Архангельской губернии и бывшего Холмогорского уезда, сотрудник Арктического института Василий Ивановский так описал последние годы его жизни:

Получал небольшую пенсию (70 рублей в месяц). Едва хватало, чтобы был здоров.
А летом прошлого [1931] года, когда после бывшего в доме (бывшее Соловецкое подворье, где он жил последние годы) пожара он пострадал и материально (попортило водой всю обстановку в квартире <…> расхитили), и морально (от страха и волнения полуслепой он едва выбрался из пожарища), стал всё более и более прихварывать.
<…> Целый год он уже не вставал с постели и всё мучился. Сестре его пришлось нанять постороннего человека (одну старушку) для присмотра и ухода за ним. Тогда уже пенсии Иустина Михайловича не стало хватать. Пришлось распродать часть своего имущества, главную часть которого составляли книги, на которые, однако, было здесь мало спросу.
— Архив АН РАН. СПб. Личный фонд академика С.Ф. Ольденбурга
Скончался 6 ноября 1932 года на 80-м году жизни после тяжёлой продолжительной болезни. Своей семьи у него не было. Осталось две престарелые сестры. Похоронен 9 ноября на Ильинском кладбище в Архангельске.

## Труды
- Исторические сведения из церковно-религиозного быта города Архангельска в XVII и первой половине XVIII в. — Архангельск, 1894;
- К сведениям о мореходной школе, существовавшей в г. Холмогорах в конце XVII — Архангельск, 1898; — 27 с.
- Мореходная школа в Холмогорах в конце XVIII века / [Иустин Сибирцев]. — Москва : Унив. тип., ценз. 1899. — 14 с.
- К биографическим сведениям о М. В. Ломоносове : [Его жизнь на родине] / И. Сибирцев. — Архангельск : Губ. тип., 1911. — 26 с.
- Рукописное Сийское евангелие 1339 г. : С двумя снимками с рукописи (еп. Михея) и прил. цен. в миссионер. отношении примеч. / [Иустин Сибирцев]. — Уфа : Журн. «Сеятель», 1913. — 16 с., 2 л. ил.
- О старинном устройстве деревянных церквей на Севере в идейном и эстетическом отношениях / И. Сибирцев. — Архангельск : Губ. тип., 1914. — 16 с.
- Ещё несколько двинских грамот XV века. / И. М. Сибирцев и А. А. Шахматов. — СПб.: Тип. Имп. акад. наук, 1909. — [2], 23 с., 3 л. ил.

## Память
В октябре 1984 г. Банковский переулок в Архангельске был переименован в переулок братьев Сибирцевых (Николая Михайловича — известнейшего почвоведа и Иустина Михайловича). Однако в 1991 г. переулок снова стал Банковским.
В июне 2013 в рамках программы мероприятий, посвящённых 160-летнему юбилею Иустина Михайловича Сибирцева, на доме № 1 по Банковскому переулку (здание Соловецкого подворья), где жил Иустин Михайлович, установлена мемориальная доска в честь Сибирцевых. Памятную акцию организовали члены Архангельского центра Русского географического общества.

## Семья
- Брат — Николай Михайлович (1860—1900) — геолог и почвовед.
- Брат Евгений Михайлович (1873—1901) — почвовед[1]